# La Familia Internacional
La Familia Internacional, también conocida como Familia Misioneros Cristianos, Familia del Amor, Niños de Dios, Los Hijos de Dios o La Familia es un culto, considerado como secta destructiva, que comenzó en 1968 en Huntington Beach, California, Estados Unidos, con muchos de sus primeros conversos del movimiento hippie. Se adhieren a lo que llaman la "Ley del Amor", es decir, "amar a Dios y amar al prójimo como a nosotros mismos". Esta secta tiene un mensaje de salvación, del apocalipsis y de la "revolución espiritual".
La Familia Internacional, Iglesia universal del Reino de Dios, Iglesia Internacional de la Gracia de Dios o equivalentes a estas tres están estrechamente relacionadas con Comunidad Cristiana Espíritu Santo y Centro de Ayuda Cristiano.
La Familia Internacional ha estado involucrada en abuso físico y sexual hacia sus miembros menores de edad, siendo encontrados culpables de tales crímenes por una corte británica en 1995. 

## Su padre fundador
David Berg nació en Oakland (California) en 1919. De joven fue como su padre, ministro de la Alianza Cristiana y Misionera. Después de su llamamiento, se dedicó a su propia organización, que ha cambiado de nombre a lo largo del tiempo: "Niños de Dios", "La familia de amor", "La familia" y, por último, "La Familia Internacional".
Tanto él como sus seguidores han vivido en forma secreta y reclusoria y en varios países. 
Con el seudónimo Moses David ha escrito unos tres mil artículos de tipo espiritual o práctico usados como objeto doctrinal, que son conocidos como Las cartas de Mo.
Murió en 1994, siendo enterrado en Portugal y posteriormente incinerado. Karen Zerby, su viuda, dirige actualmente la organización junto con Steven Douglas Kelly.

## Organización
El liderazgo está a cargo de:
- Karen Zerby Elva, quien cambió legalmente su nombre a Katherine Smith Rianna, el 4 de noviembre de 1997. Alias: Karen Zerby Elva, Katherine Smith Rianna, María David, Maria Berg, María Fontaine, Mamá María, La reina María.

Jefe líder:
- Steven Douglas Kelly, quien cambió legalmente su nombre por el de Christopher Smith. Alias: Steven Douglas Kelly, Christopher Smith, Peter Amsterdam, El rey Pedro.

Debajo de ellos, la gestión se divide en los Servicios Mundiales de Creaciones y Family Care Foundation. Cada región es dirigida por un equipo de Oficiales de Continente, y cada equipo suele tener de cinco a siete miembros. Las estructuras de gestión bajo el equipo de Oficiales de Continente son más variables y sus miembros se cambian con frecuencia.
Durante los últimos 40 años, La Familia Internacional (Aurora Producciones) ha distribuido más de 1000 millones de ejemplares impresos del evangelio en más de 61 idiomas, más de 2,2 millones de videos y 12,8 millones de casetes, discos compactos y DVD en más de 20 idiomas.
La financiación está basada en el diezmo, aunque aceptan apoyo financiero personal y empresarial.

## Controversias
Desde la década de los 70, La Familia ha estado involucrada en acusaciones de pedofilia y abuso físico a sus miembros menores de edad.En 1995, serían declarados culpables por un jurado británico de haber abusado a niños dentro del grupo. El grupo también ha sido responsable de la creación de textos incitando a la disciplina física, actividad sexual en prepúberes, y a la promiscuidad sexual. 
Entre 1978 hasta 1987, practicaban una forma de evangelización la cual llamaron "Flirty Fishing" (lit. Pesca Coqueta), la cual consistía en seducir, y generalmente acostarse, con hombres externos al culto, para aprovechar la oportunidad y predicarles respecto a La Familia. Esta práctica fue abolida debido a la crisis del SIDA a finales de los años 80. 
El 8 de enero de 2005, Ricky "Davidito" Rodriguez, hijo adoptivo de Berg, y previamente considerado el "próximo mesías", apuñalaría hasta la muerte a Angela Smith, ex-niñera suya, y para la madrugada del 9 de enero se suicidaría. Según el vídeo que dejaría para la posteridad, que había grabado un día previo al homicidio, su plan era torturar a Smith para poder sacarle información respecto a la ubicación de su madre biológica, Karen Zerby, quien era su objetivo original. El homicidio fue motivado por el abuso sexual que Rodriguez sufrió desde su infancia, incitado por sus padres. Rodriguez también fue protagonista durante su infancia de un texto llamado "El Libro de Davidito", una guía sobre la crianza dentro de la familia, y uno de los varios textos usados como evidencia de abuso dentro de la secta religiosa.